# 亚硒酸氢铷
亚硒酸氢铷是一种无机化合物，为铷的亚硒酸酸式盐，化学式为RbHSeO3。

## 制备
亚硒酸氢铷可以由亚硒酸铷和亚硒酸反应得到。

## 化学性质
亚硒酸氢铷加热(320-355 K)按下式分解：
2 RbHSeO3 → 2 Rb2Se2O5 + H2O

## 其它酸式盐
铷的亚硒酸盐还存在RbH3(SeO3)2。RbH3(SeO3)2由碳酸铷溶液和二氧化硒在80℃反应，冷却至室温得到，其熔点为57℃。